# Qui est Charlie ?
Qui est Charlie ?, sous-titré Sociologie d’une crise religieuse, est un ouvrage de l'historien et anthropologue Emmanuel Todd paru aux éditions du Seuil au début de mois de mai 2015. Son titre est une allusion au slogan Je suis Charlie et aux livres-jeux Où est Charlie ?. L’ouvrage présente en effet une analyse polémique des manifestations qui ont fait suite, en France, aux attentats de janvier 2015 et notamment à celui contre Charlie Hebdo. Objet de vives controverses et par là-même très médiatisé, le livre s’est écoulé à plus de 60 000 exemplaires au 5 juin 2015.

## Thèse du livre
Dans cet ouvrage, l’auteur entend démontrer à partir d’une cartographie des manifestations des 10 et 11 janvier 2015 « l’hégémonie du bloc MAZ » (c’est-à-dire des classes moyennes, des personnes âgées et des « catholiques zombies ») sur la politique française. Pour Todd, la France périphérique a pris le dessus sur la France centrale à travers sa conquête du Parti socialiste, ce qui rappelle les tensions de l’affaire Dreyfus et de Vichy entre une France égalitaire et une France inégalitaire. 
Le bloc MAZ est analysé comme 
- « européiste », par son soutien à Maastricht en 1992 et à la Constitution européenne de 2005 ;
- islamophobe, au vu de la diffusion d’une « obsession de l’Islam » dans la presse papier, du succès des livres d’Éric Zemmour et de la relégation des attentats de l’hypercacher au second plan du mouvement des « Je suis Charlie » ;
- germanophile, par sa défense du « modèle allemand » que la France devrait imiter à tout prix.

Todd analyse ces trois éléments comme résultant d’une crise religieuse parmi ceux qu’il appelle les « catholiques zombies » : l’euro est, dans sa bouche, « la monnaie unique qui a remplacé le Dieu unique » et l’islam « un nouveau bouc émissaire » qui a remplacé le juif dans des régions traditionnellement antisémites. En parallèle, Todd met en garde contre un antisémitisme des banlieues qui ne se nourrit pas seulement du conflit israélo-palestinien mais surtout de « l’augmentation de toutes passions religieuses », y compris celles suscitées par un « laïcisme ». Todd plaide pour une « accommodation avec l’Islam » qui inclurait à la fois un « droit au blasphème » mais aussi un droit à refuser et critiquer le blasphème sans être accusé d’apologie du terrorisme.

## Controverses
Qui est Charlie ? a suscité de vifs débats dans la presse et les médias, avec notamment les interventions de Manuel Valls, Alain Badiou, ou encore Éric Fassin tour à tour attaquant et défendant l’ouvrage.
L’affirmation que les manifestations des 10 et 11 janvier 2015 ont surmobilisé un bloc MAZ au fond culturel inégalitaire et xénophobe a généré un important débat entre scientifiques à la sortie du livre. Pour  Anne Verjus, directrice de recherche au Centre national de la recherche scientifique, « c’est bien sans doute cette accusation de mensonge, de fausse conscience lancée aux personnes manifestant pour la liberté d’expression le 11 janvier, qui a suscité un émoi si vif ». 
Avant la parution de Qui est Charlie ?, plusieurs observateurs s’étaient déjà exprimés sur la composition de la manifestation. Frédéric Lordon, pensait qu’il y avait « matière à questionner la réalité de l’"union nationale" qu’on célèbre en tous sens. Tout porte à croire, que le cortège parisien, si immense qu’il ait été, s’est montré d’une remarquable homogénéité sociologique : blanc, urbain, éduqué ». Pour Daniel Sibony qui analyse la montée de l’islamisme, « dans la grande manif pour Charlie Hebdo, les musulmans étaient largement sous représentés ». Le sociologue Jean Baubérot considère que « la manifestation de dimanche [11 janvier] était une manifestation de classe moyenne », et relève la participation de « femmes en foulard qui disaient Je suis Charlie ». 
Le livre est critiqué du point de vue méthodologique. L'erreur écologique, dont il serait coutumier selon l'enseignant-chercheur Thierry Joliveau, l'amènerait en effet à conclure à des corrélations individuelles « sur la seule base de corrélations à des niveaux géographiques supérieurs »
Après la parution du livre, le sociologue Vincent Tiberj et la politologue Nonna Mayer mettent en cause les résultats d’Emmanuel Todd à partir d’un sondage réalisé en mars à la demande de la Commission nationale consultative des droits de l’homme. Ce sondage sera lui-même critiqué par l’Observatoire des sondages, géré par l’universitaire Alain Garrigou. Il s’ensuit un débat sur la méthode d’Emmanuel Todd. François Héran, ancien directeur de l’Institut national d’études démographiques (INED), estime pour sa part que Todd « manque de méthode. Pour établir les conclusions qu’il avance dans son ouvrage, il faudrait manier une analyse démographique et statistique autrement plus poussée. » . La géographe Béatrice Giblin-Delvallet dénonce quant à elle un ouvrage aux données truffées d’erreurs et qui « ignore le BA-ba scientifique ».
D’autres défendent la méthode de l’ouvrage : le politologue Thomas Guénolé considère que la « démonstration sur la sociologie des manifestants est totalement convaincante » et Anne Verjus estime qu’il faut « défendre la démarche scientifique d’Emmanuel Todd. Une démarche qui consiste à chercher, au-delà des discours des acteurs, les implicites et les intentions non perçues de leurs actions ; une démarche qui ne se conteste pas en produisant des mesures statistiques de discours explicites ; et qui a l’intérêt, je crois, de contribuer à faire émerger d’autres formes de matériaux et de points de vue pour dire le vrai de nos rapports sociaux ».
Les approximations de certaines critiques conduisent ainsi Anne Verjus, politiste, chercheuse au CNRS, membre du laboratoire Triangle à Lyon, à produire leur déconstruction méthodique dans une série de trois articles.
Maurice Szafran juge, dans Challenges, qu’Emmanuel Todd « perd les pédales », et dénonce la « vacuité » d’une analyse qu’il qualifie de « contre-vérité à la limite de la monstruosité éthique » et de « galimatias pseudo marxisant ». Joseph Macé-Scaron, dans Marianne, reproche à Todd « de délégitimer, de flétrir et de diffamer le 11 janvier 2015, ce sursaut citoyen et populaire ». Dénonçant « le ton sentencieux et les formulations méprisantes » de l’auteur et ses interprétations fallacieuses des réalités sociologiques, il range ce dernier parmi les « précieux ridicules » et souligne qu’en surinterprétant les origines ethniques et religieuses des personnes citées dans son livre, « Todd concourt pour être le Henry Coston de la sociologie française ». Pour Macé-Scaron, Todd est en plein « délire », avec « le sérieux compassé qu’affectent ceux qui racontent n’importe quoi ». L’essayiste Éric Zemmour dénonce pour sa part dans Le Figaro un mélange entre production scientifique et engagements politiques, combinaison utilisée selon lui avec « une mauvaise foi teintée d’arrogance ».
Selon l'écrivain Alain Mabanckou, Emmanuel Todd fait preuve dans ce livre d'une conception « à l'américaine », en promouvant l'idée que la satire ne doit pas s'exercer à l'encontre des plus faibles, en l'occurrence ici les musulmans. Le livre génère un débat important dans la presse et les médias et s'écoule à plus de 60 000 exemplaires au 5 juin 2015.
Manuel Valls, alors Premier ministre de France, publie quant à lui dans Le Monde une tribune dénonçant cet ouvrage, dans lequel il relève des « impostures », notamment celle qui voudrait que les manifestations aient été tournées contre l’islam, alors qu’elles étaient « un cri lancé, avec dignité, pour la tolérance et pour la laïcité, condition de cette tolérance ». Il estime qu’Emmanuel Todd s’est mué en « gardien du temple » pour qui « la gauche ne vivrait bien que dans la contestation, le mythe révolutionnaire », et que ses thèses « participent d’un cynisme ambiant, d’un renoncement en règle, d’un abandon en rase campagne de la part d’intellectuels qui ne croient plus en la France »,.
Emmanuel Todd lui répond, comparant son optimisme à « celui du maréchal Pétain et de la Révolution nationale ». Dans la même interview il affirme que « soit Manuel Valls n'a pas lu mon livre, soit il est vraiment bête ». Manuel Valls réaffirme par la suite « avoir bien lu [son] livre ».
Parmi les membres de la rédaction de Charlie Hebdo, Patrick Pelloux estime que l’ouvrage d’Emmanuel Todd constitue une insulte aux millions de manifestants et « soutient en quelque sorte l’intégrisme religieux ». Le journaliste Philippe Lançon, blessé dans l’attentat, compare la démarche d’Emmanuel Todd à celle d’« un corbeau, les corbeaux qui se déposent sur les champs de cadavres une fois que la bataille a eu lieu » et s’agace du « mépris » exprimé envers « les gens qui avaient été, je crois pour la plupart, sincèrement horrifiés par cet événement ». Pour lui, l’ouvrage de Todd constitue « une prime à la pensée pour la violence, une sorte de justification sous-jacente à l’acte qui avait été commis en faisant des frères Kouachi les représentants d’un peuple, d’une population ou d’une communauté opprimés ». La dessinatrice Coco juge quant à elle qu’« Emmanuel Todd s’est branlé sur des trucs sociologiques à la mords-moi-le-nœud ».